# チャールズ・ボンジョバーニ
チャールズ・ボンジョバーニ（Charles Bongiovanni、1986年10月3日 - ）は、フランスの男性キックボクサー。ディジョン出身。Tiger’s Den所属。

## 来歴
2014年4月10日、Kings of Muay Thai 6でBOO Sasiprapaと対戦し判定勝ち。
2015年4月19日のK-1 WORLD GP 2015 ～-55kg 初代王座決定トーナメント～に参戦予定だったが、練習中に右足甲を骨折して欠場した。
2015年9月22日、K-1 WORLD GP 2015 ～SURVIVAL WARS～に参戦。K-1 WORLD GP -55kg挑戦者決定戦でダニエル・ウィリアムスに1RKO勝ち。
2015年11月21日、K-1 WORLD GP 2015 IN JAPAN ～THE CHAMPIONSHIP～に参戦。K-1 WORLD GP -55kgタイトルマッチで武尊と対戦し、1Rにダウンを奪ったが、2Rに3度ダウンを奪い返されてKO負け。タイトル獲得に失敗した。
2016年9月30日、Krush.69に参戦。Krush -55kgタイトルマッチで寺戸伸近と対戦したがKO負け。
2017年4月22日、K-1 WORLD GP 2017 JAPAN ～第2代スーパー・バンタム級王座決定トーナメント～に参戦。1回戦で石田圭祐と対戦してKO負け。
2019年12月7日、Pegasus Fightでヤッシーン・モゥタチと対戦しKO負け。

## 獲得タイトル
- Kings of Muay Thai -61kg王者